# كريستين أنو
كريستين أنو (بالإنجليزية: Christine Anu)‏ هي مغنية وممثلة أسترالية، ولدت في 15 مارس 1970 في أستراليا.

## وصلات خارجية
- كريستين أنو على موقع IMDb (الإنجليزية)
- كريستين أنو على موقع ميوزك برينز (الإنجليزية)
- كريستين أنو على موقع أول موفي (الإنجليزية)
- كريستين أنو على موقع قاعدة بيانات الأفلام السويدية (السويدية)
- كريستين أنو على موقع ديسكوغز (الإنجليزية)
- كريستين أنو على موقع قاعدة بيانات الفيلم (الإنجليزية)